# Busigny
Busigny är en kommun i departementet Nord i regionen Hauts-de-France i norra Frankrike. Kommunen ligger i kantonen Clary som tillhör arrondissementet Cambrai. År 2022 hade Busigny 2 437 invånare.

## Befolkningsutveckling
Antalet invånare i kommunen Busigny
| Referens: INSEE |